# Lasy Chojnowskie

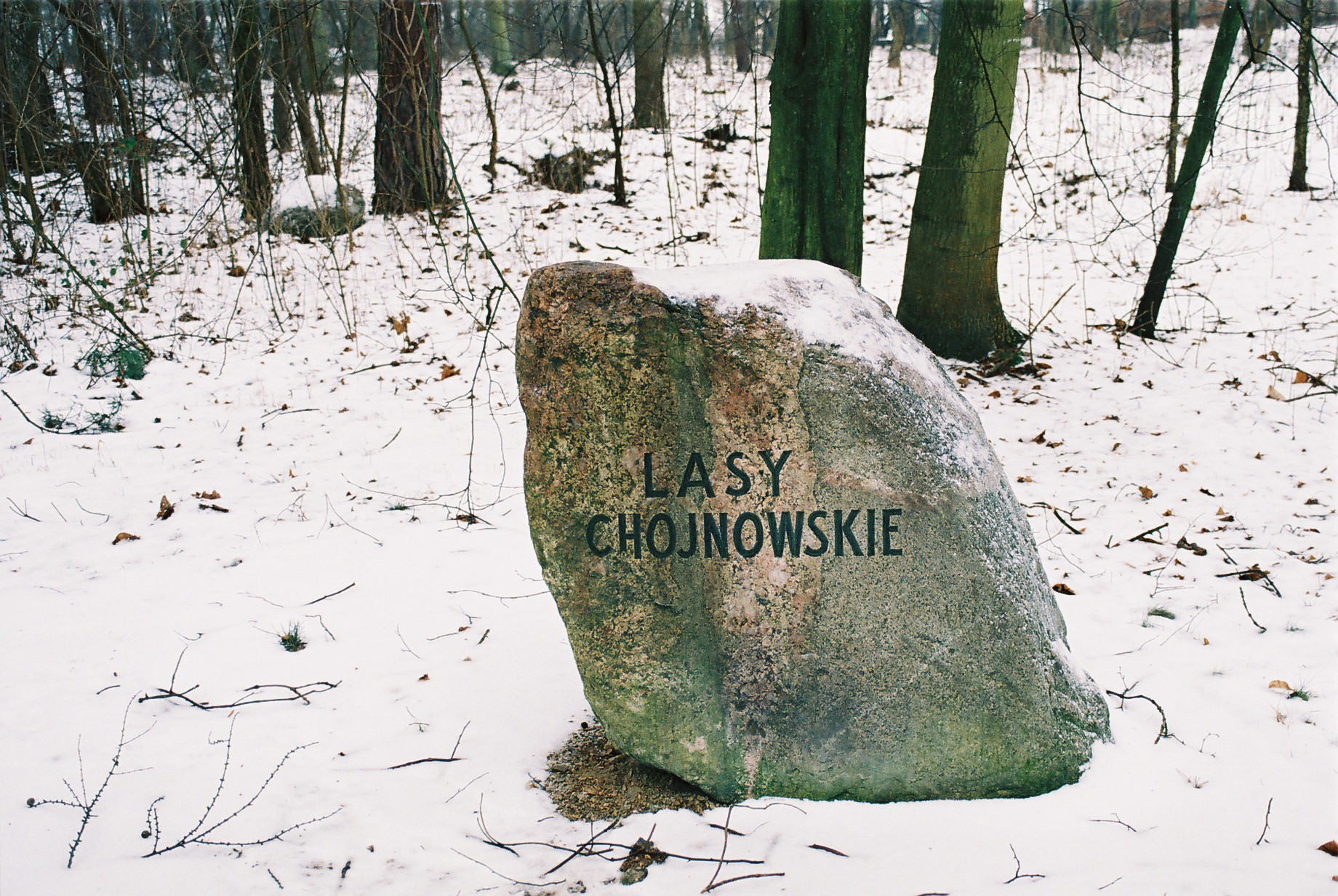
Lasy Chojnowskie

Lasy Chojnowskie należą do Nadleśnictwa Chojnów, które swym obszarem obejmuje teren położony po lewej stronie Wisły na południe i południowy zachód od Warszawy. 
Prawie w całości położone są w powiecie piaseczyńskim. Powierzchnia lasów państwowych Nadleśnictwa wynosi 10 389,38 ha. Najbardziej sławnym zarządcą Lasów Chojnowskich był Wiktor Stephan.
Największe kompleksy leśne jak ur. Chojnów (2166,01 ha), Łoś (750,86 ha), Pęchery (507,77 ha), Biele (332,24 ha), Obory (424,87 ha), Sękocin (565,36 ha), Magdalenka (508,24 ha). Do najważniejszych gatunków lasotwórczych, zajmujących najwyższy procent ogólnej powierzchni lasów należą: sosna (74,1%), dąb (9,1%), brzoza (8,6%), olsza (5,6%). Łączny udział pozostałych gatunków wynosi 2,6%. Od północnej części chojnowski park krajobrazowy graniczy ze stawami rybnymi Rybackiego Zakładu Doświadczalnego w Żabieńcu należącego do Instytutu Rybactwa Śródlądowego w Olsztynie.
Lasy Chojnowskie chronione są w obrębie Chojnowskiego Parku Krajobrazowego.

## Historia
W XVIII-XIX w. należały do dóbr wilanowskich i były terenem łowieckim. W latach II wojny światowej Niemcy rozstrzeliwali w Lasach Chojnowskich polskich więźniów politycznych przywożonych z Warszawy oraz był to teren ćwiczebny warszawskich Szarych Szeregów. 